# الحزب الشيوعي الياباني
الحزب الشيوعي الياباني (اليابانية:日本共産党, Nihon Kyōsan-tō) ويعرف اختصاراً SDPJ، حزب شيوعي ياباني يساري.